# 彼得·伯恩
彼得·伯恩（英語：Peter Byrne，1948年1月29日—），澳大利亚男子篮球运动员。他曾随国家队参加了1972年夏季奥林匹克运动会男子篮球比赛，最终队伍获得第九名。